# Алекнавичене, Вайда
Вайда Алекнавичене (лит. Vaida Aleknavičienė; род. 10 августа 1976, Ионишкис) — литовский политический деятель, депутат Сейма Литовской Республики (с 2024).

## Биография
Родилась 10 августа 1976 года в Ионишкисе, Литовская ССР, СССР.
После окончания средней школы поступила на педагогический факультет Шяуляйской академии Вильнюсского университета, который окончила в 2000 году. В 2006 году она защитила диплом в области педагогики в Академии сельского хозяйства университета Витовта Великого, а в 2021 году завершила обучение в Университете имени Миколаса Ромериса по специальности «социальная работа».
После окончания обучения стала преподавать в сельскохозяйственной школе своего родного города, а в 2015 году была назначена вице-мэром местного самоуправления. В 2022 году она стала преподавать в Университете имени Миколаса Ромериса.
На парламентских выборах 2024 года Алекнавичене выдвинула свою кандидатуру в Сейм Литовской Республики от «Социал-демократической партии Литвы» и официально вступила в должность депутата 14 ноября того же года.